# Augustín Scholtz
Augustín Scholtz též Ágoston Scholtz či Scholcz (21. července 1844, Rudňany – 8. května 1916, Veszprém) byl slovenský matematik.
Narodil se 21. července 1844 v Rudňanech. Studoval na gymnáziích ve Spišské Nové Vsi, Rožňavě a Levoči; následně studoval matematiku a fyziku na Vídeňské univerzita (1863–1864) a Berlínské univerzitě (1864–1865). Od roku 1865 byl profesorem, později i ředitelem evangelického gymnázia ve Spišské Nové Vsi, v letech 1871–1883 působil jako profesor evangelického gymnázia v Budapešti, kde rovněž zastával i funkci ředitele.
Roku 1879 se stal docentem na Královské uherské univerzitě v Budapešti, kde začal přednášet. Roku 1884 se stal profesorem a do svého odchodu do důchodu v roce 1909 působil na katedře vyšší matematiky. Společně s Lorándem Eötvösem, Gyulou Kőnigem a Jenő Hunyadym byl roku 1885 zakladatelem prvního neformálního spolku matematiků a fyziků v Uhersku, z něhož o šest let pozdějoi vyrostla celozemská Matematická a fyzikální společnost. Vědecky se věnoval především řešení geometrických problémů pomocí determinantů.
Zamřel 8. května 1916 ve Veszprému.